# Галерија грбова Словеније
Галерија грбова Словеније обухвата актуелни Грб Словеније, историјске грбове Словеније и грбове словенских општина.

## Актуелни Грб Словеније
- Грб Словеније

## Историјски грбови Словеније
- Велики грб 
 Крањске 
 ( 1364—1918 )
- Грб 
 Крањске војводине 
 ( 1364—1918 )
- Грб 
 Краљевине Југославије 
 ( 1918—1941 )
- Грб
 СР Словеније 
 ( 1947—1991 )

## Грбови словенских општина
- Грб Општина Ајдовшчина
- Грб Општина Апаче
- Грб Општина Белтинци
- Грб Општина Бенедикт (Словенија)
- Грб Општина Бистрица об Сотли
- Грб Општина Блед
- Грб Општина Блоке
- Грб Општина Бовец
- Грб Општина Боровница
- Грб Општина Бохињ
- Грб Општина Брасловче
- Грб Општина Брда
- Грб Општина Брежице
- Грб Општина Брезовица
- Грб округа Општина Велење
- Грб округа Општина Велика Полана
- Грб округа Општина Велике Лашче
- Грб округа Општина Вержеј
- Грб округа Општина Видем
- Грб Општина Випава
- Грб Општина Витање
- Грб Општина Водице
- Грб Општина Војник
- Грб Општина Вранско
- Грб Општина Врхника
- Грб Општина Вузеница
- Грб Општина Горења Вас - Пољане
- Грб Општина Горишница
- Грб Општина Горња Радгона
- Грб Општина Горњи Град
- Грб Општина Горњи Петровци
- Грб Општина Град
- Грб Општина Гросупље
- Грб Општина Дестрник
- Грб Општина Дивача
- Грб Општина Добрепоље
- Грб Општина Доброва - Полхов Градец
- Грб Општина Добровник
- Грб Општина Добје
- Грб Општина Дол при Љубљани
- Грб Општина Долењске Топлице
- Грб Општина Домжале
- Грб Општина Дорнава
- Грб Општина Дуплек
- Грб Општина Жалец
- Грб Општина Железники
- Грб Општина Жетале
- Грб Општина Жири
- Грб Општина Жировница
- Грб Општина Жужемберк